# Watkins Glen International
Le Watkins Glen International (surnommé « The Glen ») est un circuit automobile situé près de Watkins Glen, dans l'État de New York aux États-Unis, à la pointe sud du Lac Seneca.
Le circuit, dans sa version courte, est un des rares circuits routiers utilisés aujourd'hui pour des courses de NASCAR. Il fait également partie du championnat de l'Indy Racing League et accueille deux épreuves des Rolex Sports Car Series dont la course d'endurance des 6 Heures de Watkins Glen.
Il est connu au niveau international pour avoir accueilli le Grand Prix automobile des États-Unis de 1961 à 1975 puis le Grand Prix automobile des États-Unis Est de 1976 à 1980.

## Histoire

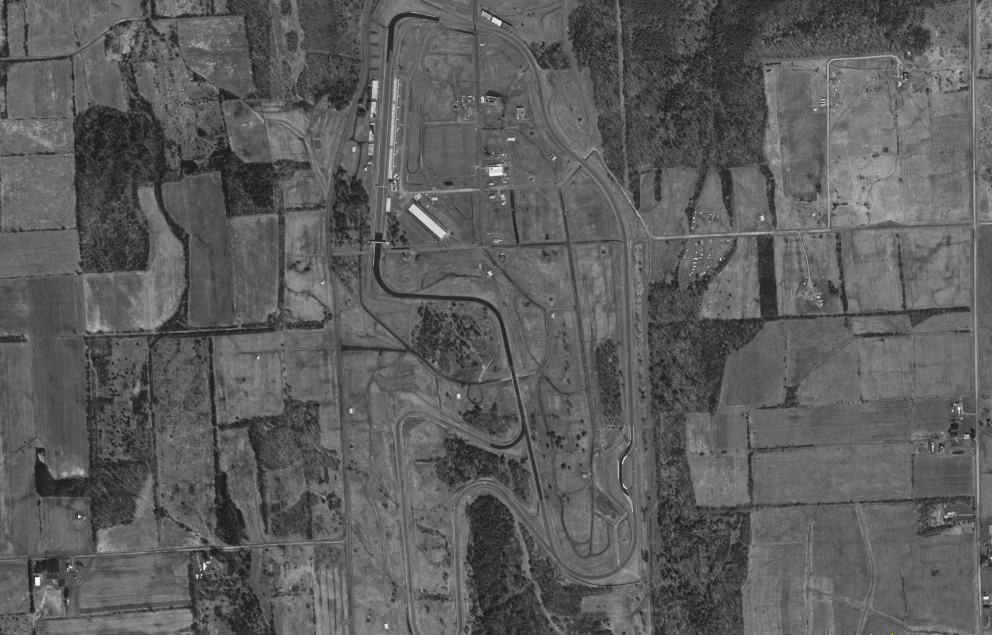
Vue aérienne du circuit

Le premier Grand Prix de Watkins Glen se déroule en 1948 sur un parcours de 10,6 km tracé sur des voies publiques.
Pendant les premières années, les concurrents traversent le centre-ville et les spectateurs s'attroupent sur les trottoirs, mais une voiture quitte la route en 1952, tuant un spectateur et en blessant plusieurs autres, et la course est déplacée vers une colline boisée au sud de la ville.
En 1953, la Watkins Glen Grand Prix Corporation est créée pour gérer l’évènement ; le nouveau parcours, long de 7,4 km, utilise aussi des routes existantes. Ce parcours sera utilisé pendant trois ans avant qu'un circuit permanent de 3,78 km ne soit construit sur un terrain de 2,2 km2, en partie sur l'ancien tracé. Il est conçu par Bill Milliken comme une version courte du circuit routier original et dessiné à l'aide de professeurs d'ingénierie de l'université Cornell située à une trentaine de kilomètres.
En plus de la course annuelle organisée par le Sports Car Club of America (SCCA), le circuit accueille sa première épreuve de niveau professionnel en 1957, la NASCAR Grand National Division, et devient connu internationalement quand la course dite de Formule Libre commence à attirer les meilleurs pilotes mondiaux, tels que Jack Brabham, Stirling Moss, Phil Hill ou Dan Gurney, de 1958 à 1960. Suivront les Grands Prix automobile des États-Unis (1961-1975), puis les Grands Prix automobile des États-Unis Est (1976-1980) de Formule 1.
Le 6 octobre 1973, le pilote français François Cevert se tue lors des essais du Grand Prix des États-Unis. Un an plus tard, jour pour jour, le pilote autrichien, Helmuth Koinigg meurt en course lors de l'édition 1974 de l'épreuve.
Le circuit a récemment subi d'importants travaux de réhabilitation. Ainsi, la tour de contrôle a été complètement refaite. En 1992, une chicane avait déjà été installée à la suite de deux très graves accidents (celui de Timmy Kendall qui se brise les deux jambes mais surtout celui de J.D McDuffie qui meurt dans un accrochage quand sa voiture a décollé dans le Loop et s'est encastrée sous les rails). Les réhabilitations permettent de maintenir le NASCAR et l'ALMS sur le circuit.

## Diverses configurations

### Circuit de route original (1948–1952)
| Surface           | Asphalte, béton, galets, bois, acier |
| Longueur          | 6,6 milles (10,622 km)               |
| Nombre de virages | 28                                   |

### Circuit Grand Prix (avec chicane Esses) (1975–1985)
| Surface           | Asphalte                                                     |
| Longueur          | 3,4 milles (5,472 km)                                        |
| Nombre de virages | 11                                                           |
| Record du tour    | 1 min 333 s 291 (Bruno Giacomelli, Alfa Romeo 179, 1980, F1) |

### Circuit Grand Prix (1971–1974, 1986–présent)
| Surface           | Asphalte                                              | Plan du circuit 1970-1980 |
| Longueur          | 3,4 milles (5,472 km)                                 | Plan du circuit 1970-1980 |
| Nombre de virages | 11                                                    | Plan du circuit 1970-1980 |
| Record du tour    | 1 min 34 s 161 (Drake Olson, Eagle HF-89, 1990, IMSA) | Plan du circuit 1970-1980 |

### Premier circuit permanent (1956–1970)
| Surface           | Asphalte                                            | Plan du circuit 1960-1970 |
| Longueur          | 2,35 milles (3,782 km)                              | Plan du circuit 1960-1970 |
| Nombre de virages | 8                                                   | Plan du circuit 1960-1970 |
| Record du tour    | 1 min 02 s 74 (Jacky Ickx, Ferrari 312 B, 1970, F1) | Plan du circuit 1960-1970 |

### Circuit Grand Prix avec chicane intérieureInner Loop(1992–présent)
| Surface           | Asphalte et béton                                                                        | Plan du circuit |
| Longueur          | 3,40 milles (5,472 km)                                                                   | Plan du circuit |
| Nombre de virages | 11                                                                                       | Plan du circuit |
| Record du tour    | 1 min 22 s 525 (Scott Dixon, Chip Ganassi Racing - no 9 Chevrolet, 2016, IndyCar Series) | Plan du circuit |

### Circuit court NASCAR ouShortavec la chicane intérieureInner Loop(1992–présent)
| Surface           | Asphalte                                                     | Plan du circuit short |
| Longueur          | 2,454 milles (3,949 km)                                      | Plan du circuit short |
| Nombre de virages | 8                                                            | Plan du circuit short |
| Record du tour    | 1 min 05 s 437 (David Porter, Pescarolo 01 Judd, 2015, LMP1) | Plan du circuit short |

## Records du circuit
| Catégories                                                               | Pilotes                                              | Dates | Temps                | Moyennes                    |
| ------------------------------------------------------------------------ | ---------------------------------------------------- | ----- | -------------------- | --------------------------- |
| FIA Formule 1 en qualifications (Circuit GP)                             | Bruno Giacomelli                                     | 1980  | 1 min 33 s 291       | 130,315 mi/h ; 209,722 km/h |
| FIA Formule 1 en course (199,24 miles; 318,784 km)                       | Alan Jones                                           | 1980  | 1 h 34 min 36 s      | 126,367 mi/h ; 203,368 km/h |
| FIA Formule 1 en qualifications (Circuit de 2,35 miles)                  | Jacky Ickx                                           | 1970  | 1 min 03 s 07        | 134,136 mi/h ; 214,617 km/h |
| FIA Formule 1 en course (253,8 miles; 408,2 km)                          | Emerson Fittipaldi                                   | 1970  | 1 h 57 min 33,2 s    | 129,541 mi/h ; 207,265 km/h |
| NASCAR Cup Series en qualifications                                      | Marcos Ambrose                                       | 2014  | 1 min 08 s 113       | 129,491 mi/h; 208,355 km/h  |
| NASCAR Cup Series en course (220,5 miles; 354,86 km)                     | Mark Martin                                          | 1995  | 2 h 26 min 17 s      | 100,300 mi/h ; 160,48 km/h  |
| NASCAR Xfinity Series en qualifications                                  | Joey Logano                                          | 2016  | 1 min 10 s 814       | 124,552 mi/h ; 197,265 km/h |
| NASCAR Xfinity Series en course (200,9 miles; 323,317 km)                | Terry Labonte                                        | 1996  | 2 h 11 min 47 s      | 91,468 mi/h ; 146,348 km/h  |
| World Sportscar Championship (en qualifications)                         | Brian Redman                                         | 1970  | 1 min 06 s 3         |                             |
| World Sportscar Championship (tour le plus rapide)                       | Pedro Rodriguez                                      | 1970  | 1 min 04 s 9         |                             |
| FIA GT Championship (en qualifications)                                  | Olivier Beretta                                      | 1999  | 1 min 47 s 576       |                             |
| FIA GT Championship (tour le plus rapide)                                | Olivier Beretta                                      | 1999  | 1 min 47 s 717       |                             |
| Verizon IndyCar Series en qualifications (circuit GP)                    | Scott Dixon                                          | 2016  | 1 min 22 s 525       | 147,008 mi/h ; 236,586 km/h |
| Firestone Indy Lights en qualifications (circuit GP)                     | Santiago Urrutia                                     | 2016  |                      | 131,278 mi/h ; 211,271 km/h |
| IMSA WeatherTech Championship en qualifications (P, circuit GP)          | Luis Felipe Derani                                   | 2017  | 1 min 34 s 405       |                             |
| IMSA WeatherTech Championship en qualifications (PC, circuit GP)         | James French                                         | 2017  | 1 min 40 s 049       |                             |
| IMSA WeatherTech Championship en qualifications (GTLM, circuit GP)       | Richard Westbrook                                    | 2016  | 1 min 41 s 301       |                             |
| IMSA WeatherTech Championship en qualifications (GTD, circuit GP)        | Robin Lidell                                         | 2016  | 1 min 45 s 449       |                             |
| IMSA WeatherTech Championship tour le plus rapide en course (circuit GP) | Olivier Pla                                          | 2017  | 1 min 33 s 314       |                             |
| IMSA WeatherTech Championship en course (6 heures, circuit GP)           | João Barbosa/Christian Fittipaldi/Felipe Albuquerque | 2017  | 200 tours, 680 miles | 112,922 mi/h; 181,730 km/h  |
| Grand-Am Rolex Sports Car Series (circuit court) en qualifications       | Jon Fogarty                                          | 2007  | 1 min 07 s 020       | 131,603 mi/h ; 211,794 km/h |
| Grand-Am Crown Royal 200 at the Glen (en)                                | Brian Frisselle                                      | 2008  | 1 min 05 s 243       |                             |
| Barber Saab Pro Series (en) en qualifications (circuit de 2,35 mile)     | Rino Mastronardi                                     | 1997  | 1 min 15 s 041       |                             |
| Barber Saab Pro Series (en) en course                                    | Derek Hill (en)                                      | 1997  | 1 min 15 s 296       |                             |
| Atlantic Championship en course                                          | Jimmy Simpson (en)                                   | 2014  | 1 min 40 s 634       |                             |

### Records enNASCAR Cup Series
(mise à jour le 3 juillet 2017)
| Record de victoires        | 5    | Tony Stewart                           |
| Record de Top 5            | 12   | Mark Martin                            |
| Record de Top 10           | 16   | Mark Martin                            |
| Record de départs          | 24   | Jeff Gordon                            |
| Record de pole positions   | 3    | Dale Earnhardt Mark Martin Jeff Gordon |
| Record de tours complétés  | 2075 | Jeff Gordon                            |
| Record de tours en tête    | 262  | Jeff Gordon                            |
| Place moyenne au départ*   | 5,9  | Tony Stewart                           |
| Place moyenne à l'arrivée* | 8,9  | Carl Edwards                           |

Note : * : sur une base minimale de 10 départs.

## Liste des accidents mortels
| Nom de la victime | Date de la mort   | Qualité    | Championnat                                                   | Course                                                        | Véhicule             |
| ----------------- | ----------------- | ---------- | ------------------------------------------------------------- | ------------------------------------------------------------- | -------------------- |
| Sam Collier       | 23 septembre 1950 | Pilote     |                                                               | Grand Prix de Watkins Glen                                    | Ferrari 166 SC       |
| Frankie Fazzari   | 20 septembre 1952 | Spectateur | SCCA National                                                 | Grand Prix international de voitures de sport de Watkins Glen |                      |
| Tommy Seagraves   | 13 août 1960      | Pilote     | American Motorcyclist Association                             | Watkins Glen National Road Race                               | Harley-Davidson KRTT |
| Robert Webster    | 12 août 1962      | Pilote     | American Motorcyclist Association Grand National Championship | 150-mile American Motorcyclist Association Campionship Race   |                      |
| Bud Faust         | 22 septembre 1962 | Pilote     | SCCA National                                                 | Grand Prix de Watkins Glen                                    | Lotus 9              |
| Harold Woods      | 22 août 1965      | Pilote     | SCCA Regional                                                 | Glen 500                                                      | Daimler SP250        |
| Edward Mathias    | 17 octobre 1965   | Pilote     | SCCA                                                          | Finger Lakes Invitational Regional Races                      | Porsche - Elvra      |
| Martin Krinner    | 20 août 1967      | Pilote     | SCCA National                                                 | Glen 500k                                                     | Shelby Mustang GT350 |
| François Cevert   | 6 octobre 1973    | Pilote     | Championnat du monde de Formule 1 1973                        | Grand Prix automobile des États-Unis 1973                     | Tyrrell 006          |
| Helmuth Koinigg   | 6 octobre 1974    | Pilote     | Championnat du monde de Formule 1 1974                        | Grand Prix automobile des États-Unis 1974                     | Surtees TS16/3       |
| Mark Freed        | 29 août 1976      | Pilote     | SCCA Regional                                                 |                                                               | Austin-Healey Sprite |
| J. D. McDuffie    | 11 août 1991      | Pilote     | NASCAR Winston Cup Series                                     | Bud At The Glen                                               | Pontiac Grand Prix   |
| Ken Buchel        | 9 août 2011       | Pilote     | SCCA                                                          |                                                               | Honda CR-X           |

## Jeux vidéo
Le circuit est présent dans les jeux vidéo suivants :
| - 3D Ultra Pinball 4: Turbo Racing - Assetto Corsa Competizione - Automobilista 2 - Bill Elliott's NASCAR Challenge - Continental Circus - Forza Motorsport 6 - Forza Motorsport 7 - Grand Prix Legends - Gran Turismo 7 - IRacing - NASCAR Heat 2 - NASCAR Racing | - NASCAR Racing 2 - NASCAR Racing 3 - NASCAR Racing 4 - NASCAR Racing 2003 Season - NASCAR Thunder 2002 - NASCAR Thunder 2004 - Pitstop II - Project CARS - Project CARS 2 - RaceRoom Racing Experience - Simraceway - TOCA World Touring Cars |